# Валђоје
Валђоје (итал. Valgioie) је насеље у Италији у округу Торино, региону Пијемонт.
Према процени из 2011. у насељу је живело 824 становника. Насеље се налази на надморској висини од 615 м.

## Становништво
| 1931. | 1936. | 1951. | 1961. | 1971. | 1981. | 1991. | 2001. | 2011. |
| ----- | ----- | ----- | ----- | ----- | ----- | ----- | ----- | ----- |
| 849   | 789   | 631   | 443   | 311   | 358   | 587   | 728   | 948   |